# Coke-Bottle-Linie

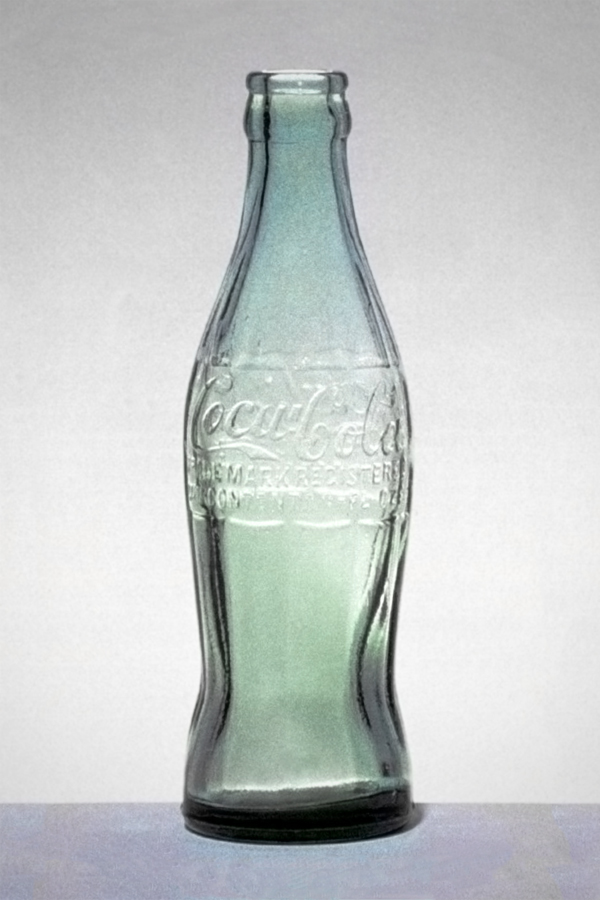
Original der Coca-Cola-Konturflasche (1915)

Die Coke-Bottle-Linie war ein in den späten 1960er Jahren und frühen 1970er Jahren verbreitetes Gestaltungsmittel des Automobildesigns. Namensgeber ist die Coca-Cola-Konturflasche, die auf der Seite liegend eine Wölbung aufweist. Dieses Design wurde zuerst im Flugzeugbau angewandt, wo es als Konsequenz der u. a. von Dietrich Küchemann entdeckten Flächenregel auch als „Küchemann's Coke bottle“ (Küchemannsche Colaflasche) bekannt wurde. Andere Bezeichnungen dafür sind Wespentaille oder Marilyn-Monroe-Form.
Ebenso wie Heckflossen, Dagmar Bumpers und die Knudsen-Nase ist die Coke-Bottle-Linie eine Ikone einer bestimmten Designära.

## In den USA

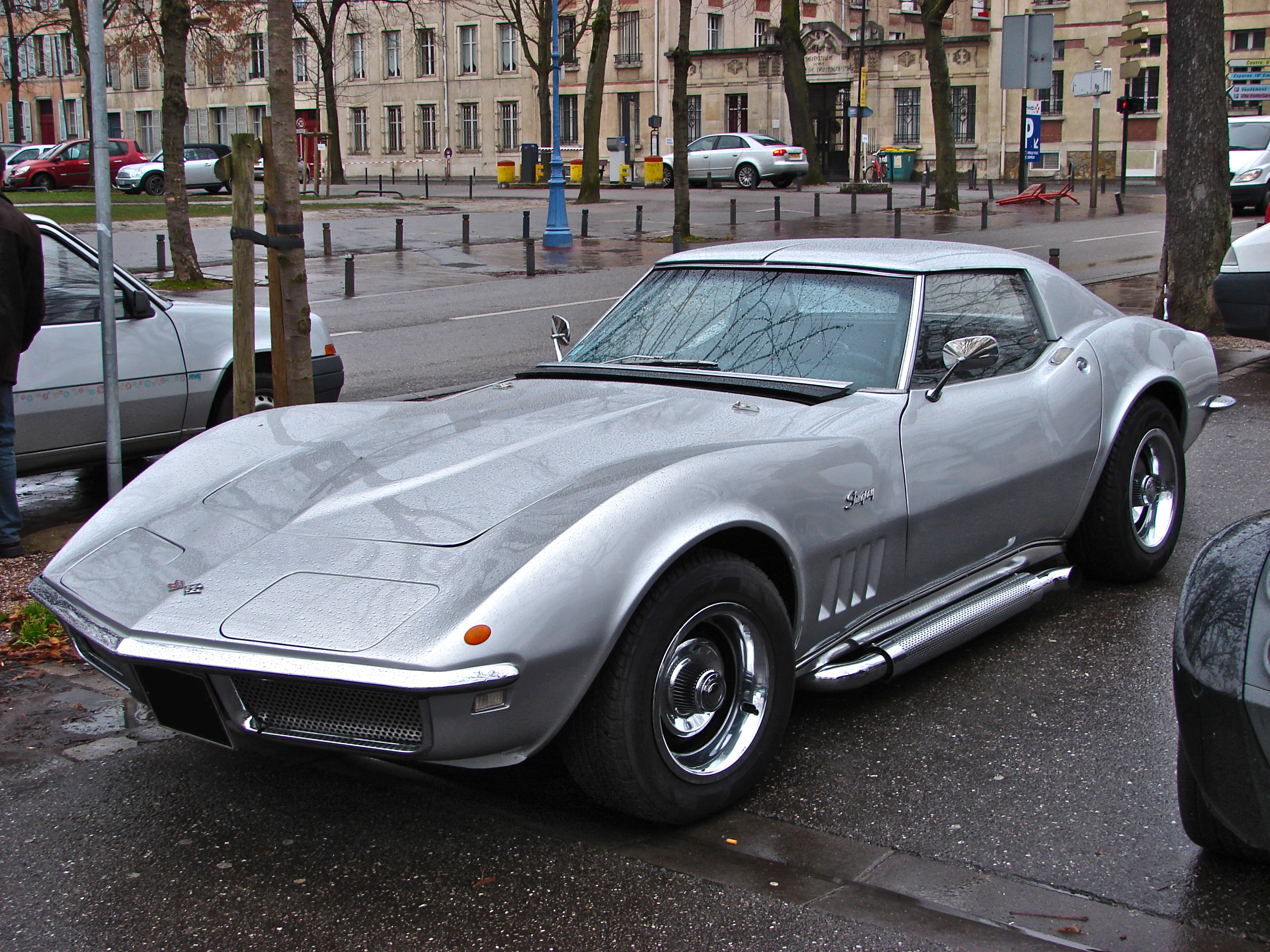
Die dritte Generation der Chevrolet Corvette wurde unter anderem bekannt als die 'Coke-bottle' Corvette

Nach dem Abklingen der Heckflossenära, die vom Design der Jetflugzeuge inspiriert war, galten in den 1960er Jahren Überschallflugzeuge als Designvorbilder.
In den USA machte der von Raymond Loewy entworfene Studebaker Avanti 1962 den Anfang. Die Pontiac-Modelle von 1962 hatten bereits dieses Designmerkmal übernommen. Eines der besten Designbeispiele für die Coke-Bottle-Linie ist der Buick Riviera von 1963. Im Chevrolet Corvette der dritten Generation (1967) wurde die Cola-Flasche-Formgebung jedoch mit vollem Nachdruck übernommen. In den späten 1970er und frühen 1980er Jahren wurde die Coke-Bottle-Linie zugunsten glatter Linien aufgegeben.

## In Europa
In Europa wurde die Coke-Bottle-Linie von den europäischen Divisionen von Ford und General Motors eingeführt. Wie schon bei vergangenen Designtrends wurde aber hier die Coke-Bottle-Linie im Vergleich zu den USA in abgeschwächter Form übernommen.
Europäische Beispiele für die Coke-Bottle-Linie sind der Opel Rekord C, der Opel Commodore A, der Opel GT, der Ford Cortina TC und der Vauxhall Victor.

## In Japan
Die Coke-Bottle-Linie wurde von der japanischen Autoindustrie intensiv aufgegriffen. Beispiele sind der Suzuki Fronte und der Nissan Gloria.

## Moderne Beispiele
In den 2010er Jahren wird die Coke-Bottle-Linie bei bestimmten Fahrzeugen wieder zitiert, beispielsweise dem Nissan Juke.

## Galerie

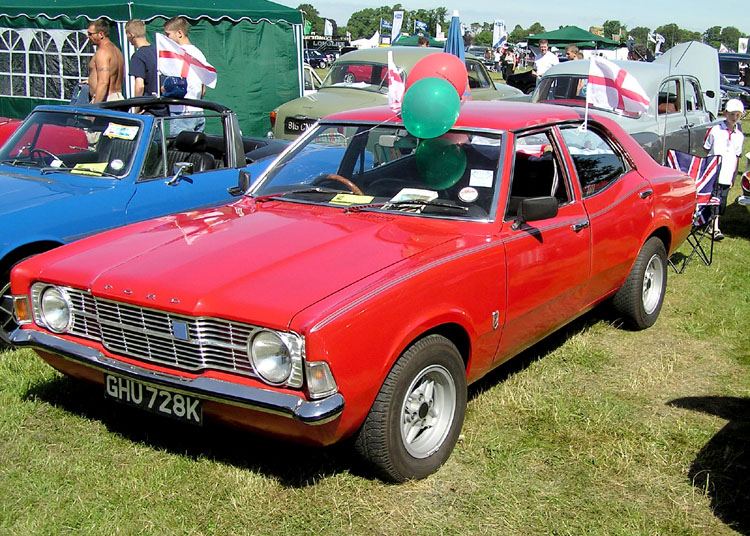
Ford Cortina Mk III
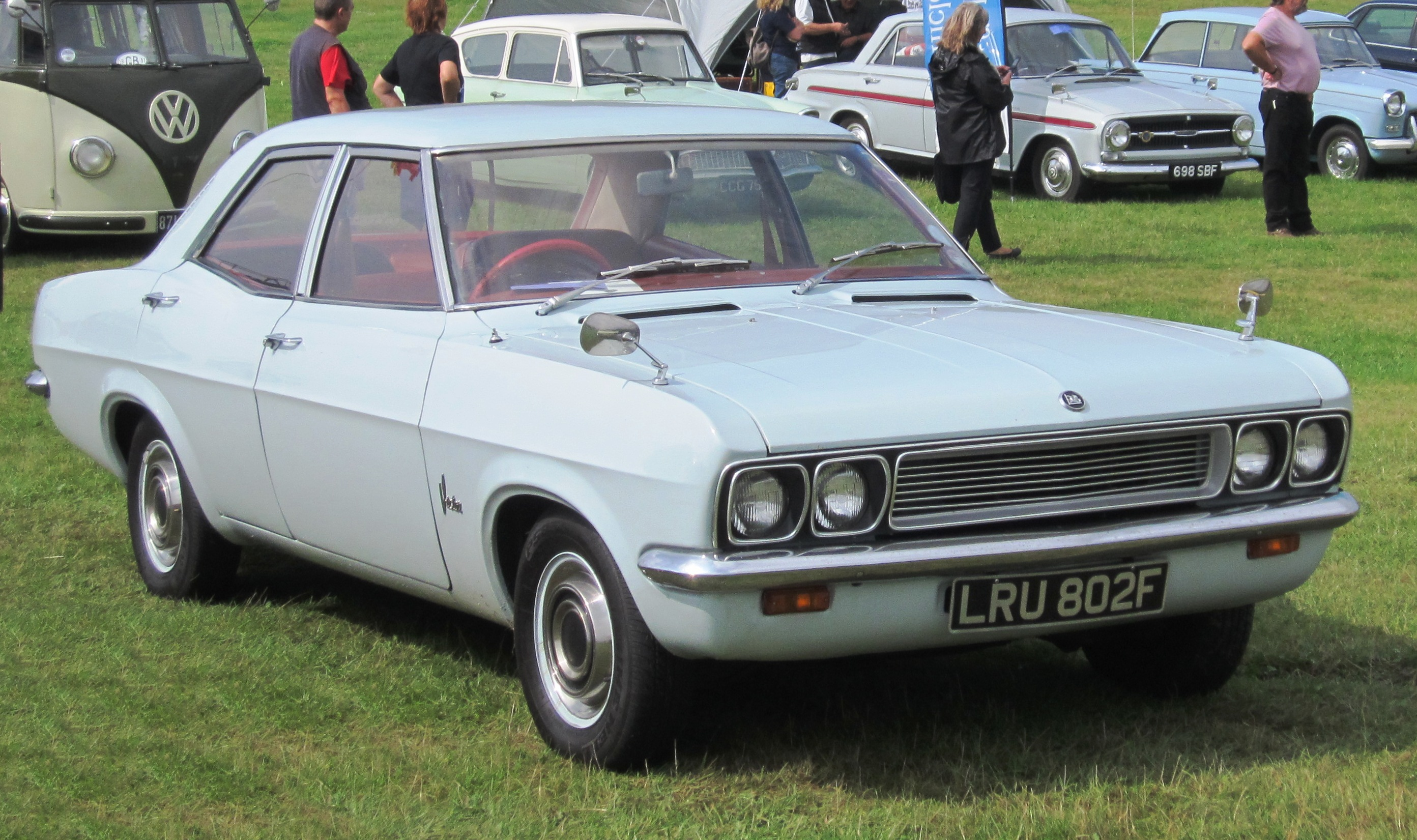
Vauxhall Victor FD
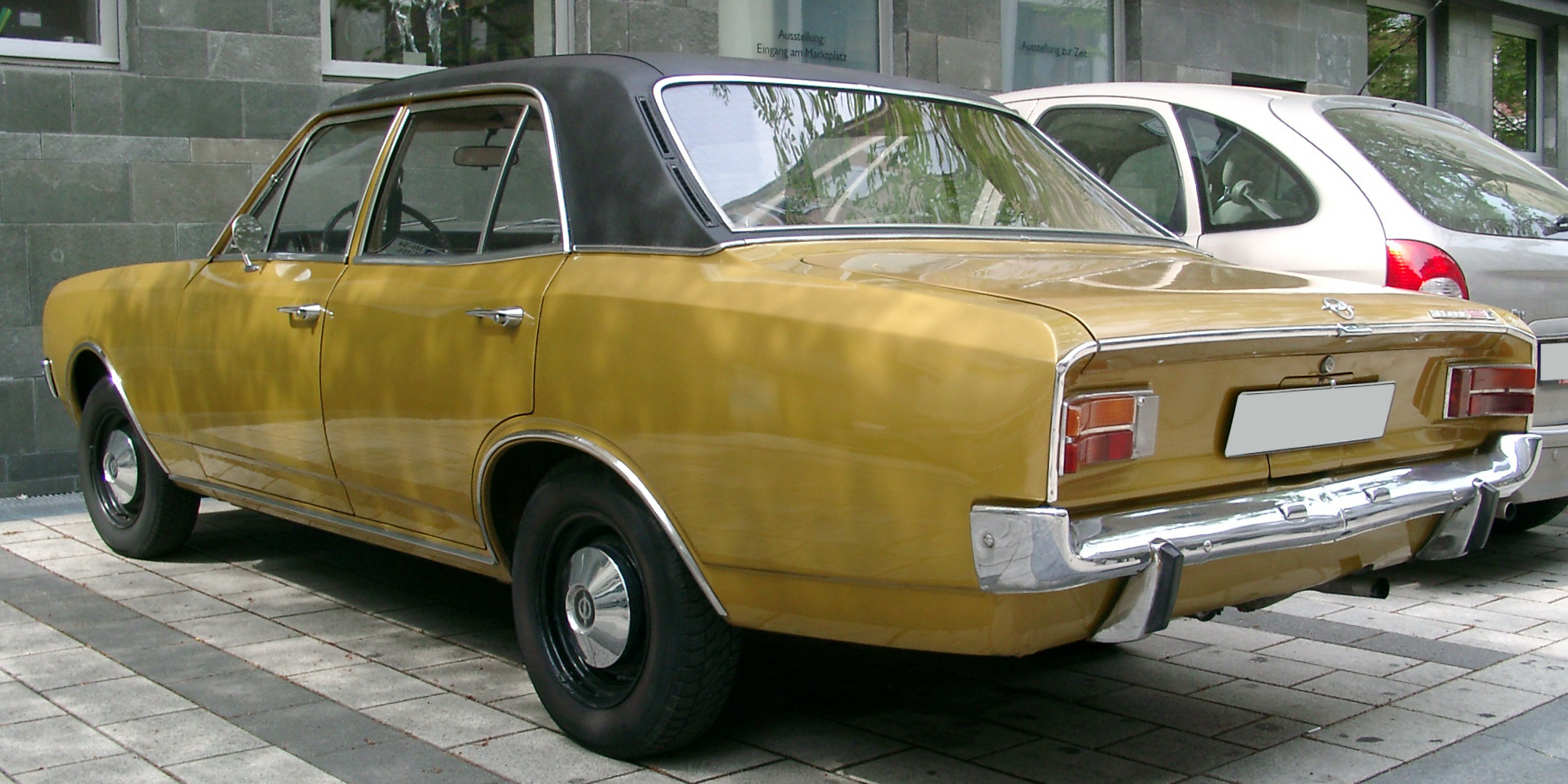
Opel Rekord C
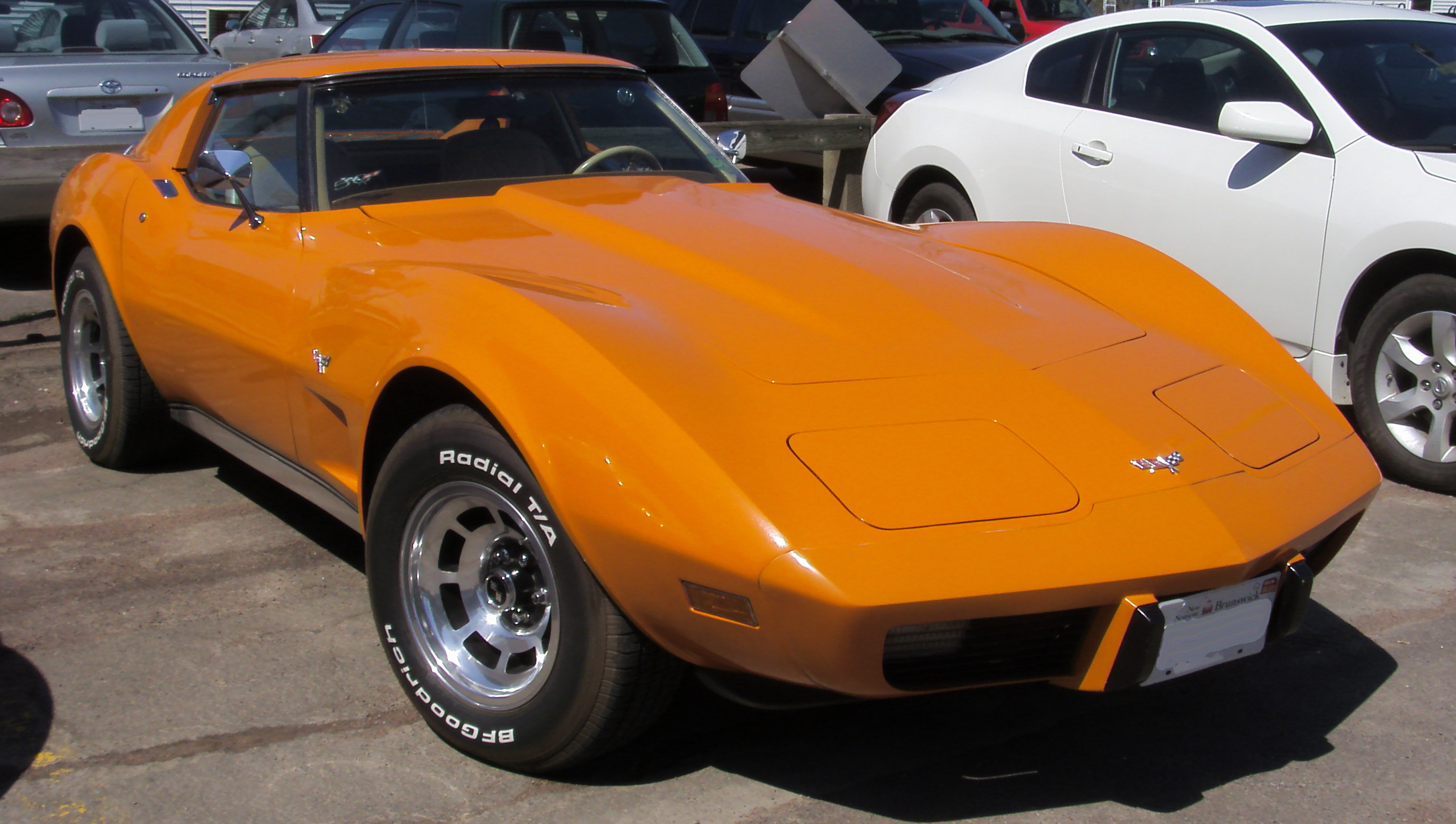
Corvette C3 Coupé
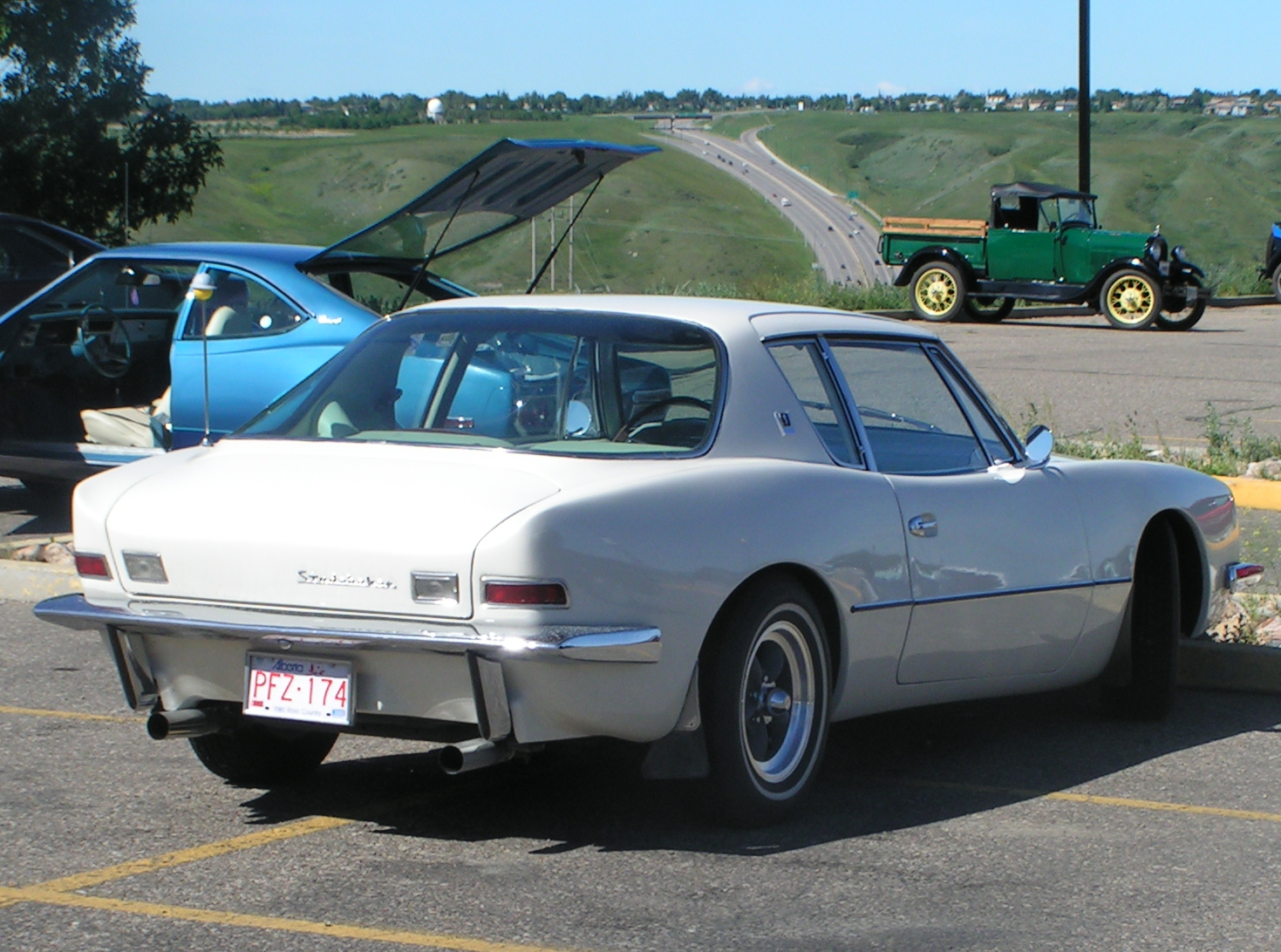
Studebaker Avanti
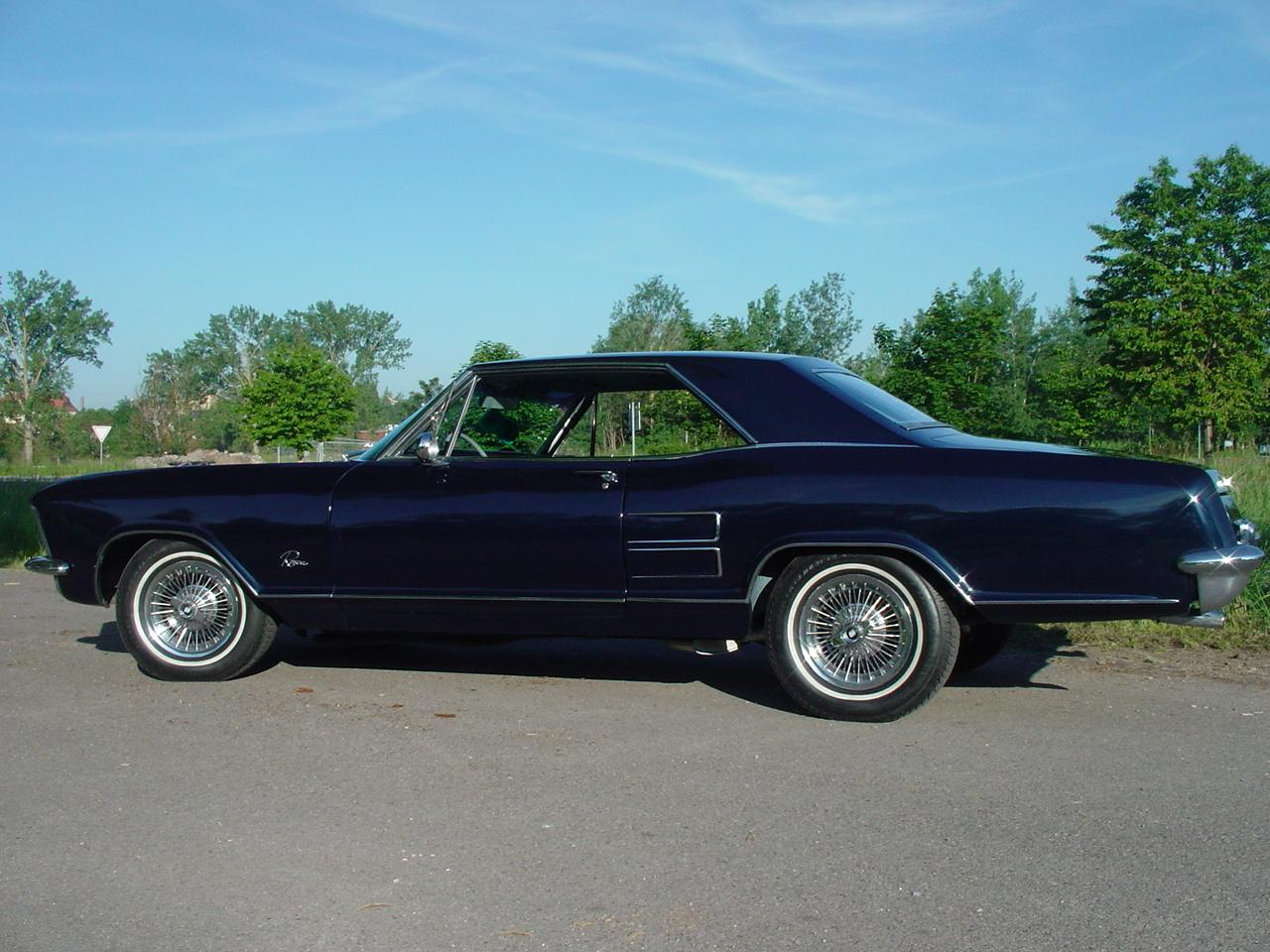
Buick Riviera
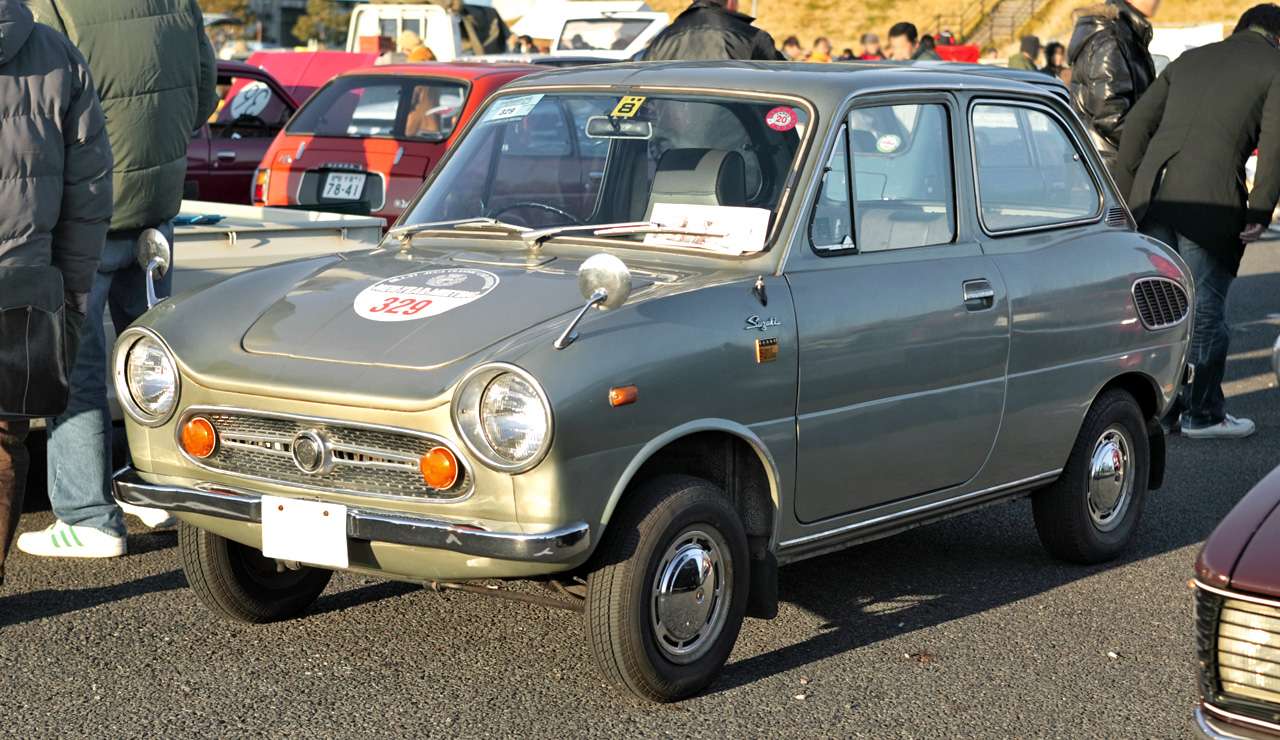
Suzuki Fronte 360
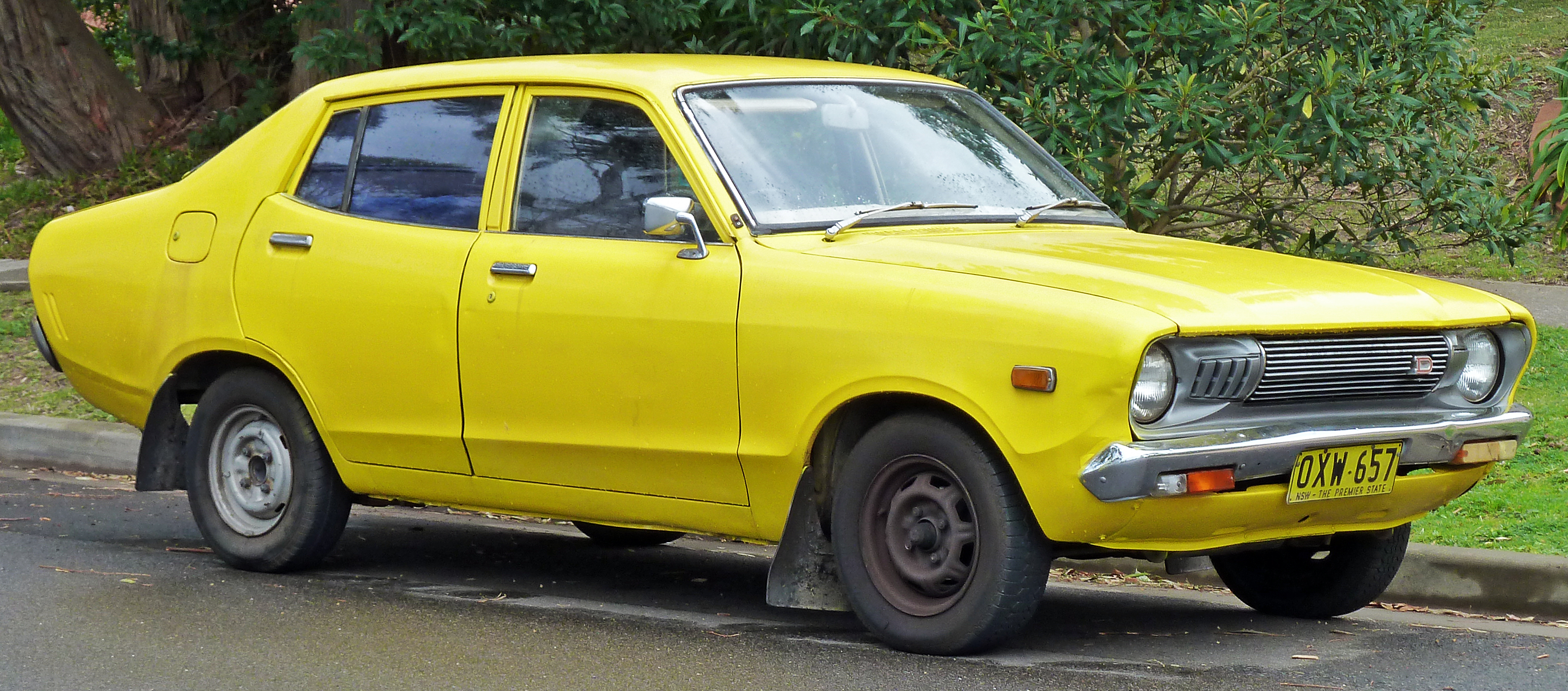
Datsun 120Y Limousine
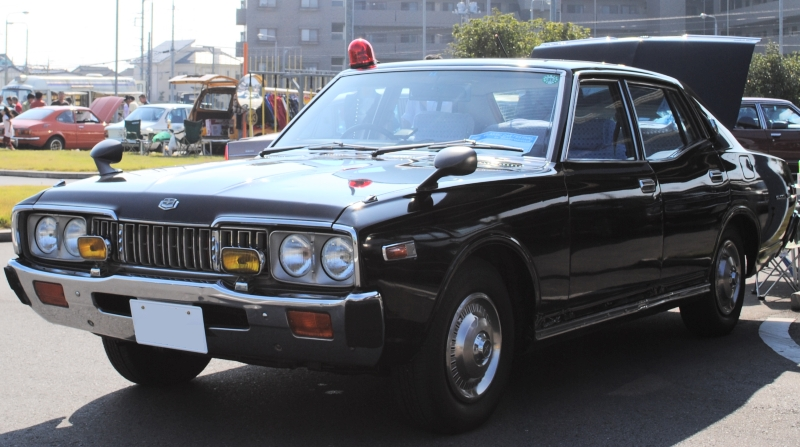
Nissan Gloria
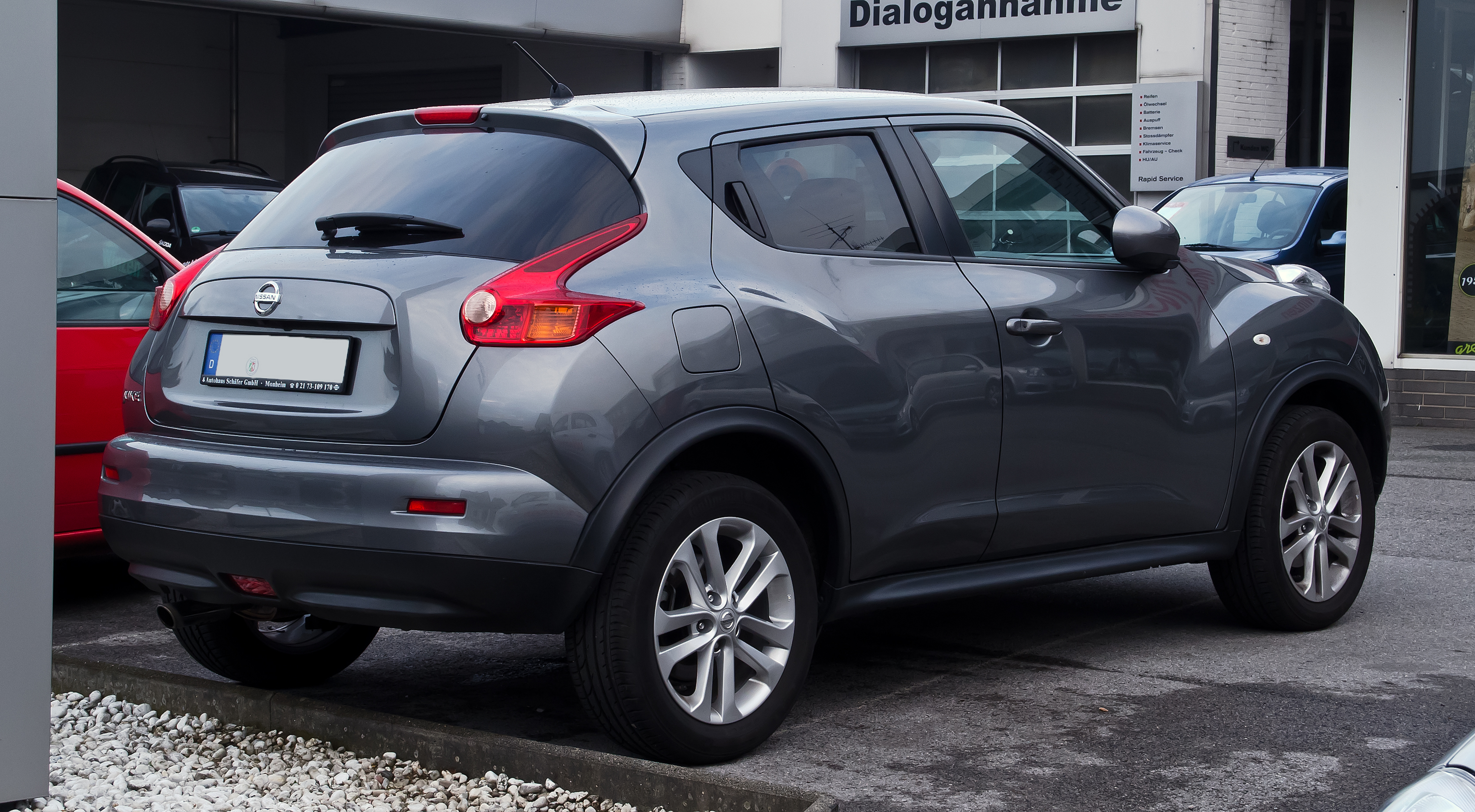
Nissan Juke
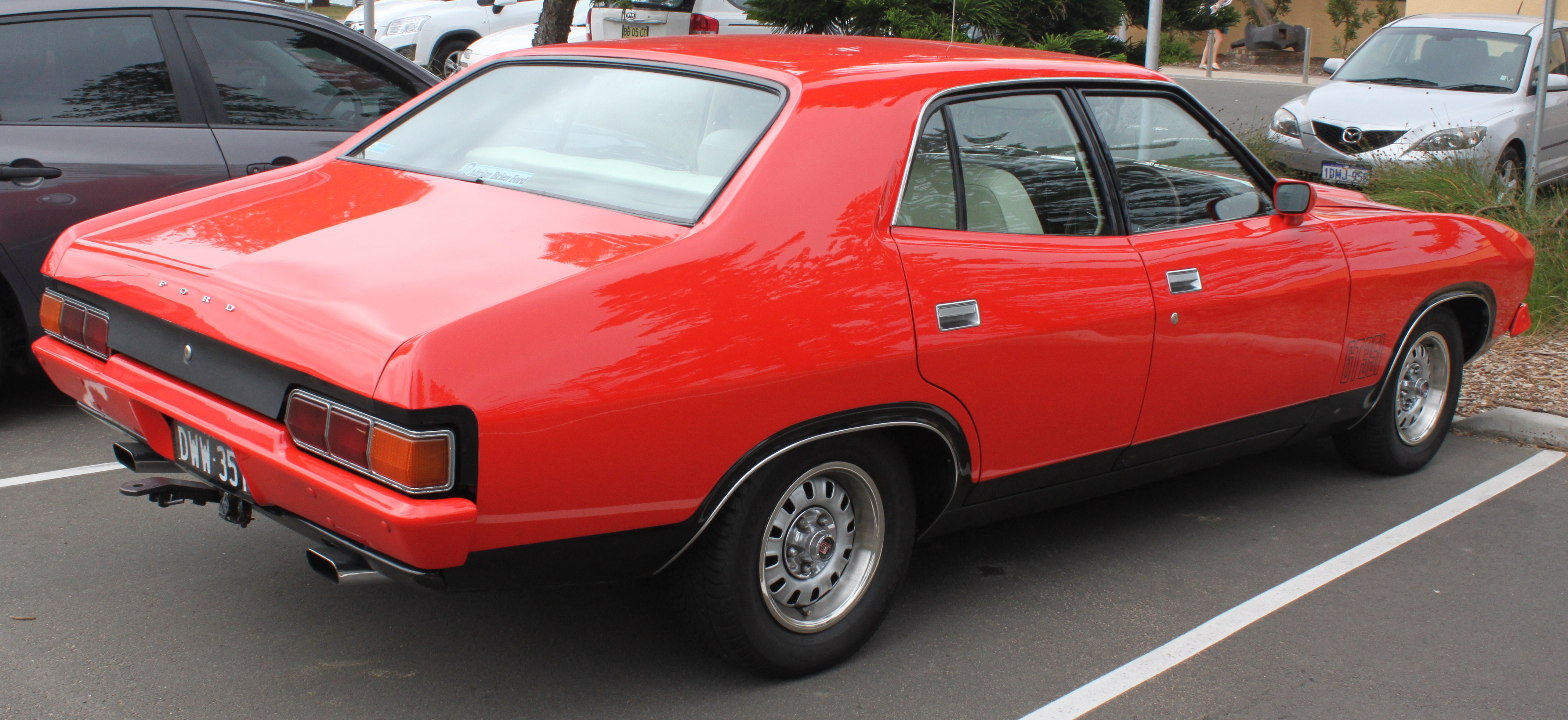
Ford Falcon XB
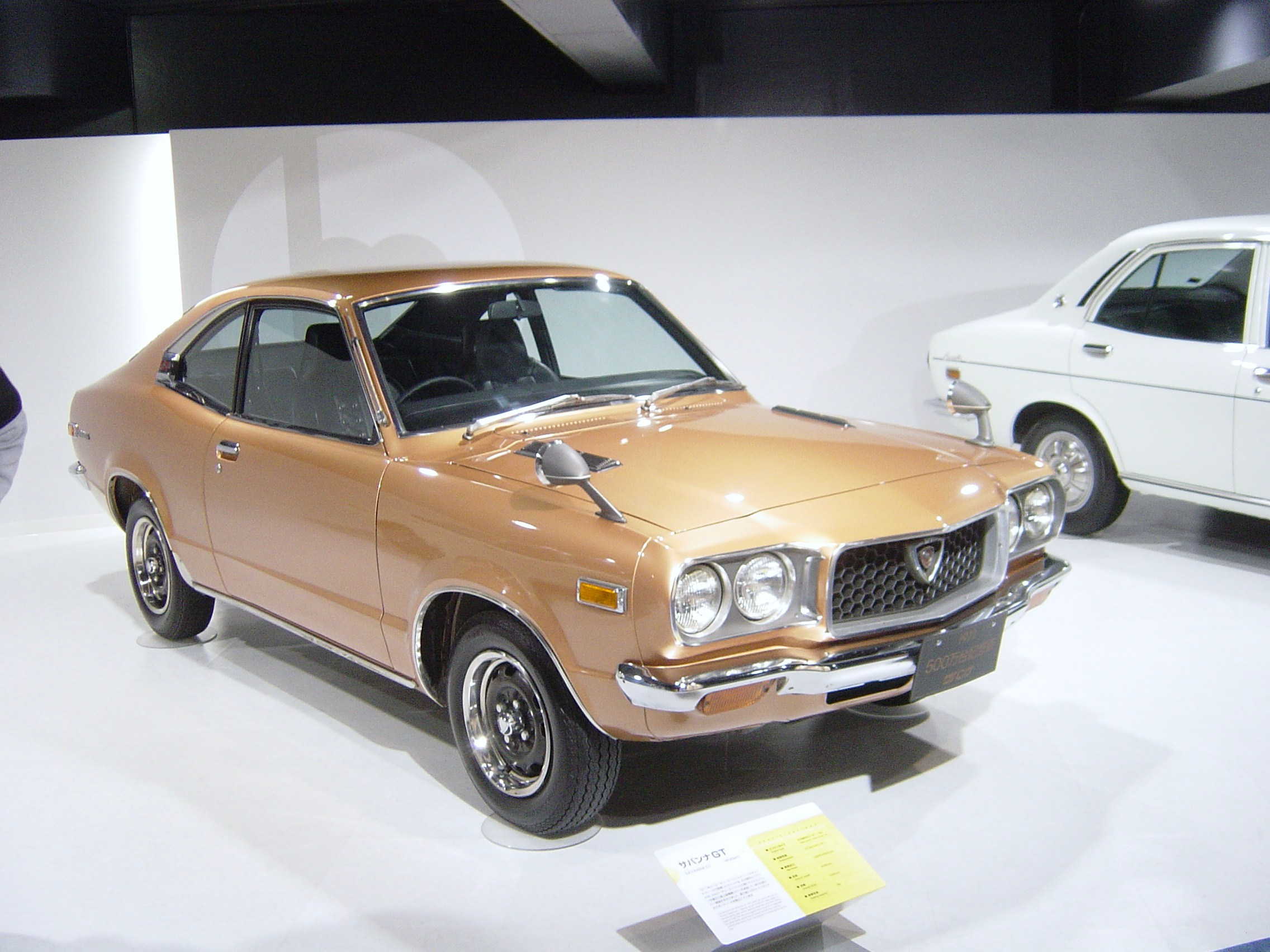
Mazda RX-3
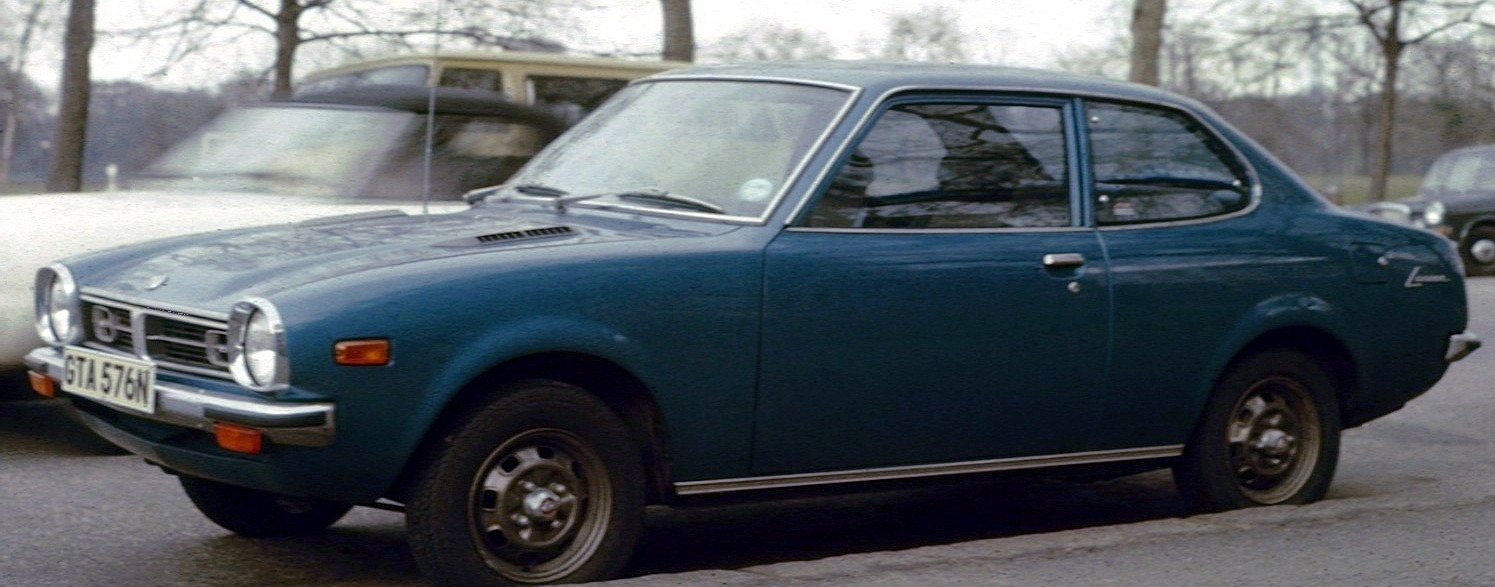
Mitsubishi Lancer A70
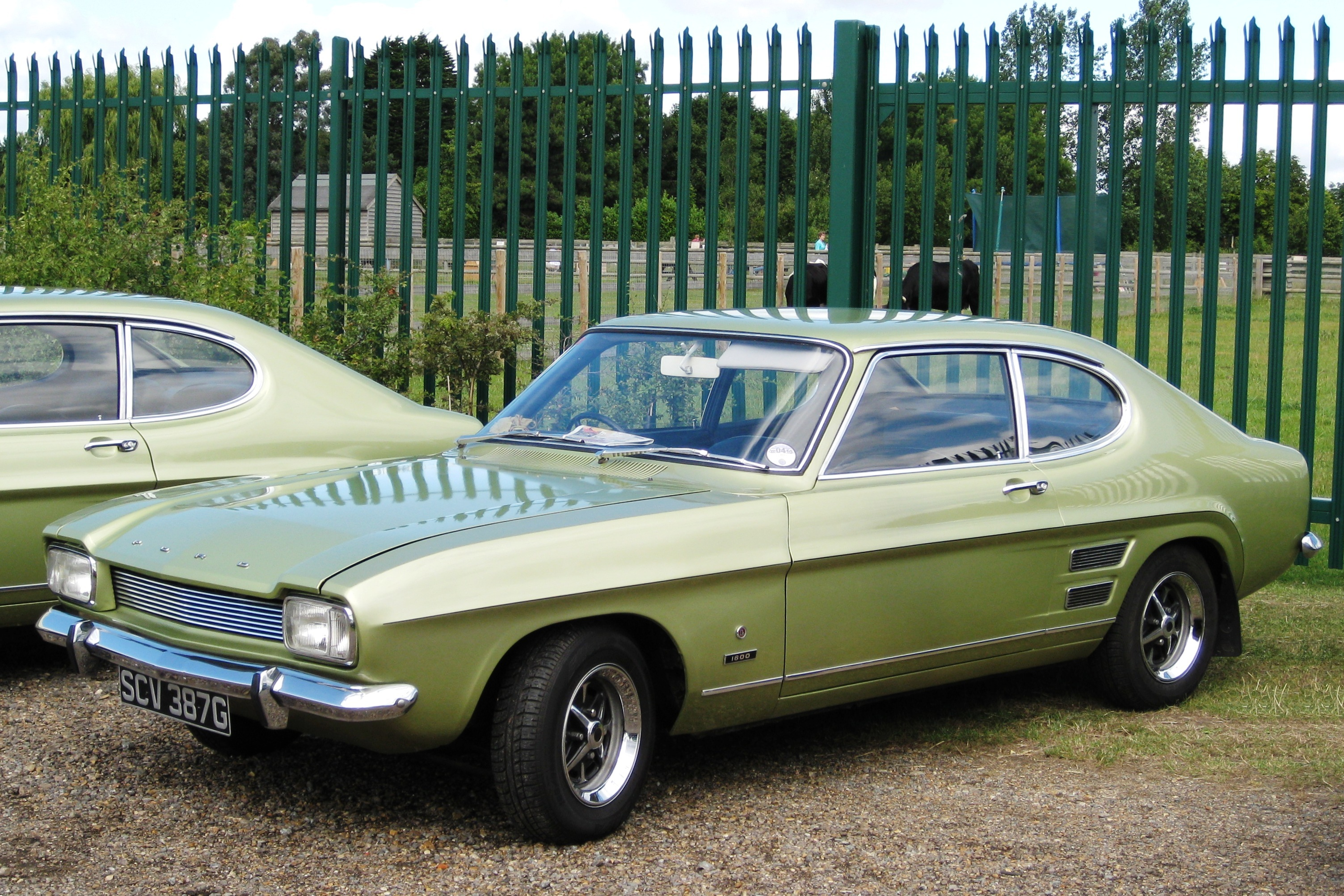
Ford Capri Mk I